# Girolamo Diruta
Girolamo Diruta (eigentlich Girolamo Mancini, * um 1561 in Deruta, Provinz Perugia, Umbrien; † nach 1612 möglicherweise in Gubbio) war ein italienischer Komponist, Organist und Musiktheoretiker der späten Renaissance.

## Leben und Wirken
Die musikhistorische Forschung hat längere Zeit vermutet, dass Girolamo Diruta ein Sohn des berühmten Keramikers Giacomo Mancini gewesen sein könnte. Über Giacomos Elternhaus und seine frühe Zeit sind keine Informationen überliefert. Die erste biografische Nachricht über ihn ist sein Eintritt in den Orden der Fratri Minori Conventuali (Minoriten-Orden, eine Unterabteilung des Franziskanerordens) in deren Kloster in der Stadt Correggio in der Nähe von Reggio nell’Emilia am 19. Juni 1574. Vermutlich bekam er dort bei dem Organisten Padre Battista Capuani seine ersten musikalischen Unterweisungen. Etwa um das Jahr 1580 verließ er Correggio, hielt sich dann in verschiedenen Städten auf, wo er keinen guten Unterricht bekam; schließlich kam er nach Venedig, wo er an der berühmten Kirche San Marco ein unvergleichliches Wettspiel auf zwei Orgeln hörte. Er war begierig, die beiden gehörten Meister kennen zu lernen und wurde auf diesem Wege mit Claudio Merulo und Andrea Gabrieli bekannt. So wurde er Schüler von Merulo, auch von Costanzo Porta, der ebenfalls Franziskaner war, sowie bei Gioseffo Zarlino, beides Schüler von Adrian Willaert. Nachdem Merulo Venedig im Jahr 1584 verlassen hatte, war der erwähnte Unterricht vor diesem Jahr; die Lehre bei Costanzo Porta fand zwischen 1580 und 1589 in Ravenna statt. Merulo war von der erreichten Fertigkeit seines Schülers im Orgelspiel sehr angetan; in einem Brief aus dem Jahr 1593 bemerkte er: „Ich bin unendlich stolz, dass er bei mir gelernt hat, weil er in diesem Fach [des Orgelspiels] sowohl sich selbst als auch mir eine besondere Ehre erwiesen hat, wie es von einer Person von hoher Begabung erwartet werden kann“.
Diruta wirkte zunächst noch in Venedig an der Kirche Santa Maria dei Frari bis zum Jahr 1593. In diesem Jahr bekam er dann die Position des Domorganisten in Chioggia, eine Stellung, in der er bis zum Jahr 1602 blieb. In dem letztgenannten Jahr äußerte er in einem Brief an den Magistrat von Deruta den Wunsch nach der Rückkehr in seine Geburtsstadt. Dieses Verlangen erfüllte sich offenbar, denn Diruta wurde nach 1602 Domorganist in Gubbio unweit von Deruta. In diesem Amt blieb er mindestens bis zum Jahr 1612. Dies wird auch von Adriano Banchieri bestätigt, der sich in seiner Schrift Conclusioni nel suono d’organo (Bologna 1609) folgendermaßen äußert: „Nel Duomo di Ugubbio ritrovasi un organo stupendissimo, suonato da Girolamo Diruta“ (im Dom von Gubbio habe ich eine höchst wunderbare Orgel wiedergefunden, gespielt von Girolamo Diruta). Als Dirutas zweiter Nachdruck des ersten Teils seines Transilvano im Jahr 1612 erschien, hatte der Komponist sein Amt in Gubbio noch inne. Für die Zeit danach gibt es keine Informationen mehr über ihn, so dass weder der Ort noch das Datum seines Ablebens bekannt geworden sind.

## Bedeutung
Die herausragende Bedeutung von Girolamo Diruta beruht auf seinem zweiteiligen Lehrwerk Il transilvano (der erste Teil erschien 1593, der zweite 1609), in dem das Spiel auf Tasteninstrumenten behandelt wird. Es ist in Dialogform geschrieben und eine grundlegende Informationsquelle für die damalige Spielpraxis auf Orgel, Cembalo und Clavichord und darüber hinaus für die Entwicklung des italienischen, speziell des venezianischen Toccatenspiels. Gewidmet ist der erste Teil dieses Werks dem Serenissimo Prencipe di Transilvania il Signor Sigismondo Battori (Regierungszeit 1588–1598). Fürst Sigismund Báthory war ein Enkel des polnischen Königs, ein großer Feldherr und Förderer der Künste; an seinem Hof in Gyulafehervár (Alba Iulia im heutigen Rumänien) empfing er viele italienische Musiker, allen voran Antonio Romanini († 1637); Transylvania entspricht dem ehemals deutschsprachigen Siebenbürgen im heutigen Rumänien. Der Kontakt mit Diruta kam mit großer Wahrscheinlichkeit durch den Cancelliere des Fürsten, István Jósika zustande, der bei einigen Italienaufenthalten politische Dinge abzuwickeln hatte und auch italienische Musiker anwarb. Die dritte beteiligte Person in dieser Sache (Vermittlung des Kontakts zwischen Jósika und Diruta) war der päpstliche Abgesandte Signor Cavalier Michele, der im Übrigen die heikle Aufgabe hatte, die Aufhebung des Aufenthaltsverbots für Jesuiten in Transsylvanien herbeizuführen. Der zweite Teil des Lehrwerks ist dagegen der Illustrissima Signora Duchessa Leonora Ursina Sforza gewidmet, weil sich in Siebenbürgen die politischen Verhältnisse stark verändert hatten. Jósika war verhaftet und enthauptet worden, und die Herrschaft Báthorys war zu Ende.
Die besondere Bedeutung des ersten Teils von Il transilvano besteht weniger in den enthaltenen allgemein-musikalischen Definitionen, wie Noten, Schlüssel etc., sondern hauptsächlich in der detaillierten Behandlung von aufführungstechnischen Fragen bei Tasteninstrumenten. Diruta unterscheidet genau zwischen Cembalo und Orgel und beschreibt die Haltung der Hände, den Fingersatz sowie die Ausführung von Verzierungen und anderen Einzelheiten. Der Organist soll sich aufrecht vor die Mitte der Klaviatur setzen, wobei Hände und Arme auf einer Ebene liegen und die Finger sich geringfügig über den Tasten krümmen sollten. Insbesondere aber möge die Hand „weich und entspannt sein“ (sopra la tastatura leggiera e molle) und „weil sonst die Finger sich nicht gut mit Lebhaftigkeit und Schnelligkeit bewegen können“ (per che altrimenti le dita non si potrebbono movere con agilità e con prontezza). Bei dem im Vorwort behandelten Unterschied zwischen Orgel und Cembalo (Re degl’instrumenti) wird sowohl auf die Spieltechnik als auch auf die Zweckbestimmung der Instrumente hingewiesen: Bei der Orgel seien die Tasten zu „drücken“, um eine geringe Anschlagsgeschwindigkeit zu erreichen, und die Akkorde seien gebunden zu spielen. Auf dem Cembalo sei „tanzen und klopfen mit den Fingern angebracht“ (saltare e battare con le dita), und die Akkorde seien mit „Tremoletti“ und anderen Verzierungen auszuführen; darüber hinaus sind Tänze und weltliche Lieder dem Cembalo oder Clavichord vorbehalten, weil das Konzil von Trient solche Musik aus der Kirche verbannt hatte. In diesem ersten Teil wird auch der unterschiedliche Einsatz von, wie er sie nennt, „guten und schlechten Fingern“ erläutert.
Der zweite Teil von Il transilvano besteht aus vier Büchern, in denen die Themen des ersten Teils vertieft werden; darüber hinaus behandelt er die Regeln zur Intavolierung, den Kontrapunkt, die Kirchentonarten und deren Transkription, die Begleitung von Hymnen und Magnificat und die Register der Orgel. Beachtung verdienen auch die dazu gehörigen musikalischen Beispiele aus der Vokalmusik und deren Intavolierung für Tasteninstrumente. Zu den grundlegenden Bewegungen des Kontrapunkts führt Diruta aus, dass man von „einer perfekten oder imperfekten Konsonanz zu einer perfekten Konsonanz durch eine Gegenbewegung gelangt, während man von einer perfekten oder imperfekten Konsonanz zu einer imperfekten durch eine freie Fortschreitung kommt“. Dieser zweite Teil enthält außerdem zur Erläuterung seiner Thesen noch zahlreiche Musikbeispiele, eine wahre Mustersammlung der bedeutendsten Komponisten seiner Zeit, so von Adriano Banchieri, Vincenzo Bellavere, Andrea und Giovanni Gabrieli, Gioseffo Guami, Giovanni Battista Guarini, Claudio Merulo, Luzzasco Luzzaschi, Paolo Quagliati, Antonio Romanini sowie Kompositionen von ihm selbst. Die in diesem Teil enthaltenen Toccaten sind eher Etüden oder Studien, die sich mit einzelnen technischen Problemen befassen, wie sprunghaften oder stufenweisen Passagen, die sonst mit beiden Händen ausgeführt werden; hier begleitet jedoch die jeweils andere Hand mit Akkorden. Diruta ist im ersten Teil selbst mit vier Toccaten vertreten, außerdem im zweiten Teil mit fünf Ricercaren; in letzteren wechseln geradtaktige, fugierte Abschnitte über ein oder mehrere Themen mit ungeradtaktigen Passagen ab.
Von Girolamo Diruta stammen auch 20 fünfstimmige Motetten, die in der Publikation Il primo libro de’ contrapunti sopra il canto fermo delle antifone delle feste principali de tutto l’anno enthalten sind. Hiervon sind jedoch nur jeweils die Sopran- und Altstimme überliefert, die anderen Stimmen sind verloren gegangen. Über die Behandlung des Spiels auf Tasteninstrumenten hinaus hat Diruta in seinem Lehrwerk noch andere Instrumente behandelt. In dieser systematischen Darstellung hat er in Il transilvano alles Wesentliche zusammengefasst und nichts übersehen, was zur Technik des jeweiligen Instruments gehört. Gleichzeitig hat er an den Traditionen der venezianischen Schule und besonders an den Grundsätzen seines Lehrers Claudio Merulo festgehalten. Sein Werk enthält darüber hinaus noch Abhandlungen der spanischen Komponisten Juan Bermudo (Declaratión de los instrumentos musicales, Ossuna 1555) mit spieltechnischen Darstellungen für Orgel, Vihuela und Harfe sowie des Dominikaners Tomás de Santa María, Arte de Tañer Fantasia (Valladolid 1565), einer Einführung in die Improvisationskunst auf Tasteninstrumenten, basierend auf dem Werk Tratado de Glosas von Diego Ortiz (Rom 1553).

## Werke
- Vokalmusik
  - 20 Motetten zu je fünf Stimmen, in Il primo libro de’ contrapunti sopra il canto fermo delle antifone delle feste principali de tutto l’anno, Venedig 1580, nur Sopran und Alt erhalten
- Instrumentalmusik
  - 4 Toccaten, in Il transilvano Teil 1 (1593)
  - 5 Ricercare, in Il transilvano Teil 2 (1609)
- Schriften
  - Il Transilvano. Dialogo sopra il vero modo di sonar organi ed istromenti da penna del R. P. Girolamo Diruta Perugino, dell’ordine de’ Fratri Minori Conv. di San Francesco organista del duomo di Chioggia. Nel quale facilmente & presto s’impara di conoscere sopra la tastatura il luogo di ciascuna parte, & come nel diminuire si devono portar le mani, & il modo di intendere la intavolatura; provando la verità, & necessità delle sue regole, con le toccate le diversi eccellenti organistici, poste nel fine del libro. Opera nuovamente ritrovata, utilissima, & necessaria a professori d’organo. Con privilegio, Teil 1, Venedig 1593 (Widmung an Sigismund Báthory, Fürst von Siebenbürgen); enthält neben vier Toccaten von Diruta eine von Claudio Merulo, zwei von Andrea und eine von Giovanni Gabrieli, eine von Luzzasco Luzzaschi, eine von Paolo Quagliati, eine von Gioseffo Guami, eine von Vincenzo Bellavere und eine von Antonio Romanini
  - Seconda parte del Transilvano. Dialogo diviso in quattro libri del R. P. Girolamo Diruta Perugino, Minor Conventuale di San Francesco, organista del duomo di Agubbio. Nel quale si contiene il vero modo, & la vera regola d’intavolare ciascun canto, semplice, & diminuito, con ogni sorte di diminutioni: & nel fin dell’ultimo libro v’è la regola, la quale scopre con brevità e facilità il modo d’imparar presto a cantare. Opera nuovamente dell’istesso composta, utilissima, & necessaria a’ professori d’organo. Con privilegio, Teil 2, Venedig 1609 (Widmung an die Herzogin Leonora Ursina Sforza); enthält Canzone detta la Spiritata von Giovanni Gabrieli, Canzone detta l’Albergona von Antonio Mortaro sowie zwei Ricercare von Luzzasco Luzzaschi, vier von G. Fattorini, zwei von Adriano Banchieri und fünf von Diruta selbst.

## Ausgaben
- Il Transilvano, Faksimile, Bologna 1969
- Anthology of Early Keyboard Methods, hrsg. und übersetzt von B. Sachs / B. Ife, Cambridge 1981
- Il Transilvano, hrsg. von T. Zászkaliczky, Budapest 1981 (= Musica per la tastiera: Keyboard Music from the 16th and 17th Century Nr. 3)
- Il Transilvano, vollständiges Faksimile mit Einleitung von E. J. Soehnlen / M. C. Bradshaw, Buren 1983 (= Bibliotheca organologica Nr. 44); englische Übersetzung von denselben, 2 Bände, Henryville / Pennsylvania 1984 (= Institute of Medieval Music Nr. 38).